# Dicrostonychini
Dicrostonychini – plemię ssaków z podrodziny karczowników (Arvicolinae) w obrębie rodziny chomikowatych (Cricetidae).

## Zasięg występowania
Plemię obejmuje gatunki występujące w Ameryce Północnej i Azji.

## Podział systematyczny
Do plemienia należy jeden występujący współcześnie rodzaj:
- Dicrostonyx (Pallas, 1778) – obrożnik

Opisano również rodzaj wymarły:
- Predicrostonyx Guthrie & Matthews, 1971